# Reflexion (Band)
Reflexion ist eine finnische Dark-Rock-Band aus Oulu.

## Geschichte
Gegründet wurde die Band 1996 unter dem Namen BarbarianZ. 1997 stieg Juha Kylmänen (For My Pain…) als Sänger in die bis dato instrumentelle Band ein. Im gleichen Jahr veröffentlichte die Band ihr erstes Demo mit dem Namen Blackness and Moonlight, dem noch einige weitere folgen sollten. 2000 änderte die Band ihren Namen in Reflexion.
Während der Aufnahmen für die Demo Journey to Tragedy 2003 wurde das Label A1 Music auf sie aufmerksam. 2005 erhielten sie dort einen Plattenvertrag. In der Zwischenzeit waren 2004 Antti Pikkarainen und Petteri Lethola ausgestiegen. Als Ersatz für Petteri kam Mikko Uusimaa zur Band und am Keyboard half Marco Sneck als Sessionmusiker aus. Im 15. März 2006 erschien das Debütalbum Out of the Dark.
Am 14. Januar 2008 wurde der Titel Weak and Tired als Download-Single veröffentlicht, es folgte am 23. Februar 2008 mit der CD-Single Twilight Child die zweite Auskoppelung des am 19. März 2008 erschienenen zweiten Albums Dead to the Past, Blind for Tomorrow. Das Mastering des Albums übernahm Svante Forsbäck (u. a. Apocalyptica, Sunrise Avenue), Marco Sneck half erneut an den Keyboards aus, dieses Mal mit der Unterstützung von Johannes Kastanja. Produzent des Albums ist Aksu Hanttu.

## Diskografie

### Alben
- 2006: Out of the Dark
- 2008: Dead to the Past, Blind for Tomorrow
- 2010: Edge

### Singles
- 2005: Undying Dreams
- 2006: Storm
- 2008: Weak and Tired (nur als Download)
- 2008: Twilight Child

### Demos
- 1997: Blackness and Moonlight (BarbarianZ)
- 1998: Run Like a Tiger (BarbarianZ)
- 1998: Lost (BarbarianZ)
- 1999: Spirit of Eclipse (BarbarianZ)
- 1999: More than Touch (BarbarianZ)
- 2001: 5th
- 2001: Destiny’s Star
- 2003: Journey to Tragedy
- 2004: Smashed to Pieces